# ゴーグラント島

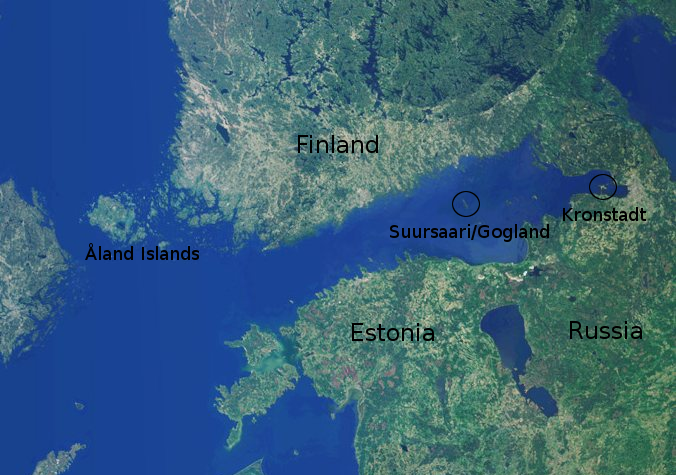
ゴーグラント周辺の衛星写真

ゴーグラント島（ゴーグラントとう、ロシア語: Гогланд、スウェーデン語: Hogland フーグランド、「高地」の意）は、バルト海のフィンランド湾内に位置するロシア領の島。レニングラード州に属する。サンクトペテルブルクからは西に180km、フィンランドの海岸からは35kmのところに位置し、島の面積はおよそ21km²、最高点は海抜176m。フィンランド語名はスールサーリ（Suursaari、「大島」の意）。また、島内にある2箇所のシュトルーヴェの測地弧は世界遺産に登録されている。

## 歴史

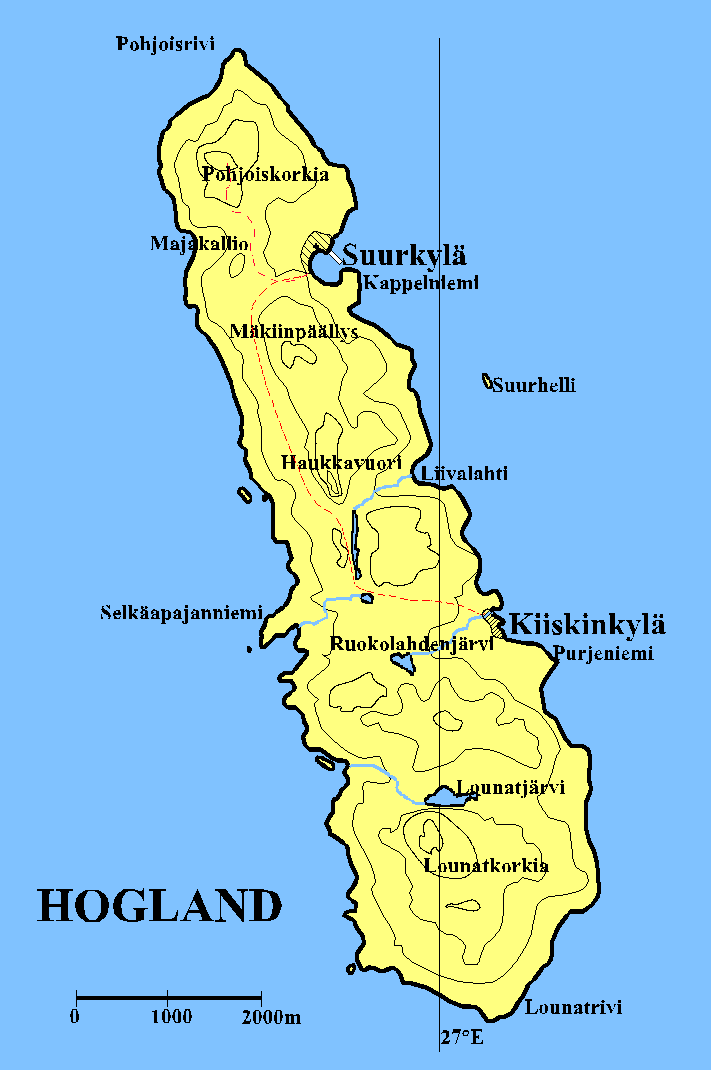
ゴーグラントの地形図

この島には遅くとも16世紀にはフィン人が居住していた。この時代フィンランドはスウェーデン王国に属していたが、18世紀に入り、バルト海に出口を求めたロシア帝国はスウェーデンと衝突。島の近海で第一次ロシア・スウェーデン戦争の始まった1788年に海戦が行われている。
島が最初にロシアの影響下に入ったのは1808年に始まった第二次ロシア・スウェーデン戦争のときである。フィンランドはこの島も含めロシア帝国によって占領されたが、戦後にロシアの保護国としてフィンランド大公国が成立。1917年にロシア革命が起こると独立を回復した。
その間、ロシアの天文学者フリードリヒ・フォン・シュトルーヴェが、地球の形状を確認するための子午線弧長の大測量事業を行っており、1826年に島に置かれた2か所の測量点は現在、世界遺産の「シュトルーヴェの測地弧」の一部として登録されている。また、同じくロシアの物理学者アレクサンドル・ポポフは1900年1月に、この島に設置された通信所とキュミのクーツァロ村にあるフィンランド初の電波塔間で救命無線通信実験を行っている。なお、これは世界で最も早く敷かれた救命通信無線の一つである。
1939年のソ連のフィンランド侵攻に端を発する冬戦争（第一次ソ芬戦争）の結果、この島を含むフィンランド領の一部がソ連に割譲された。その後1941年に両国間の対立は継続戦争（第二次ソ芬戦争）として再燃し、島はフィンランド軍によって取り戻された。継続戦争終結直前の1944年9月15日、ドイツ軍はこの島の獲得を試みた（タンネ・オスト作戦、ラップランド戦争の始まり）が、ソ連軍の無差別攻撃とフィンランド軍によって撃退された。9月19日にソ連・フィンランド間で結ばれた休戦協定により両国の国境線は冬戦争直後の状態に戻されて、島は再度ソ連領となった。以降ロシアの一部として現在に至っている。